# Senioria Utrecht
Senioria Utrecht (neerlandeză Heerlijkheid Utrecht) a fost un stat medieval în regiunea Țărilor de Jos. Senioria era una dintre cele șaptesprezece provincii din regiune, iar în urma indepdendenței Republicii Provinciilor Unite devine una dintre statele componente. Teritoriul senioriei corespunde în mare parte cu actuala provincie administrativă Utrecht din Olanda.

## Istoric
Senioria Utrecht reprezenta teritoriul cunoscut ca Nedersticht din cadrul Episcopatului Utrecht. Acesta era un stat component al Sfântului Imperiu Roman, unul dintre episcopatele cu puteri seculare. Mult timp disputat între statele învecinate Comitatul Olanda și Ducatul Geldern, acesta intră în atenția casei de Habsburg odată cu întărirea poziției acestora în Țările de Jos.
În 1528 episcopul Heinrich este forțat de Împăratul Carol Quintul, suveranul Țărilor de Jos, să renunțe în favoarea sa la drepturile seculare ale episcopatului. Acesta devine astfel senior al Cele șaptesprezece provincii ale Țărilor de Jos, teritoriu care reprezintă aproximativ întreg teritoriul actual al statelor Benelux și nordului Franței. Carol dorea să își exercite puterea în mod uniform în domeniile sale, dar acest lucru se lovea de privilegile obținute de orașul Utrecht pe vremea episcopatului. Pentru aceasta, Carol construiește o fortăreață, Vredenburg, ce putea găzdui o garnizoană importantă și permitea menținerea ordinii în orașul Utrecht.
În timpul domniei lui Filip al II-lea al Spaniei, fiul și moștenitorul lui Carol, are loc izbucnirea Războiului de optzeci de ani, conflict în care provinciile nordice, majoritar protestante ale Țărilor de Jos se răscoală contra monarhului autoritar, catolic spaniol. În 1579, provinciile rebele semnează Uniunea de la Utrecht, actul de uniune a provinciilor din Nord, împotriva monarhiei spaniole. Provincia Utrecht se găsește printre semnatarii inițiali ai Uniunii.
În urma acestui conflict proinciile din nordul Țărilor de Jos devin independente și formează o confederație a Provinciilor Unite. În secolul XVII Olanda devine centrul cultural, politic și economic al noului stat, devenit cel mai bogat stat din lume. După detronarea regelui, puterea executivă și legislativă a revenit stărilor provinciei, un consiliu al nobililor și al reprezentanților orașelor. Puterea executivă era exersată de șeful stărilor, numit stadhouder. În teorie aceștia erau numiți în mod liber și erau subordonați Stării provinciale. În practică însă Prinții de Orange-Nassau, începând cu Wilhelm cel Tăcut, erau aleși ca stathouder în majoritatea provinciilor, iar Zeelanda și Provincia Utrecht alegeau în general același stathouder ca și Olanda.